# 任萬全
任萬全（英語：Yam Man Chuen，1985年3月18日—），曾任香港大埔區議會富亨區議員，前民主黨成員。
2011年11月6日，任萬全以民主黨名義，在2011年區議會選舉出選富亨選區，雖得到1,966票，可惜僅以54票之差，落敗予民建聯的王秋北。
2015年11月22日，任萬全再次參與區議會選舉，同樣出選富亨選區，原是創新大埔成員，後以獨立身份出選。這次則得到3,716票，大幅拋離受官司困擾，僅得1,417票的王秋北，成功當選。
2019年11月24日，任萬全與其他大埔區議會區內的民主派地區人士及現任區議員合組「大埔民主聯盟」，並以該組織成員身份競逐連任；而建制派則派出民建聯成員胡綽謙挑戰。另外，富亨邨應屆業主立案法團以及邨內部份支持民主派的團體及居民，疑不滿任萬全於在任期間的表現，加上許多居民反映，他在任期間經常不在區內，對區內事務參與極少，令區內居民大感不滿，遂推舉獨立民主派的何偉霖出戰此選區，結果由獨立民主派的何偉霖以3435票，擊敗任萬全及民建聯成員胡綽謙當選，任萬全更成為2019年區議會選舉中唯一一名連任失敗的民主派區議員。

### 歷屆選舉結果
| 政党   | 政党         | 候选人    | 票数  | %     | ±      |
| ------ | ------------ | --------- | ----- | ----- | ------ |
|        | 大埔民主聯盟 | ①. 任萬全 | 2,161 | 26.05 | ▼46.34 |
|        | 民建聯       | ②. 胡綽謙 | 2,700 | 32.55 | ▲4.94  |
|        | 獨立         | ③. 何偉霖 | 3,435 | 41.41 | 不適用 |
| 多数票 | 多数票       | 多数票    | 735   | 8.86  | 不適用 |

| 政党   | 政党     | 候选人    | 票数  | %     | ±      |
| ------ | -------- | --------- | ----- | ----- | ------ |
|        | 民建聯   | ①. 王秋北 | 1,417 | 27.61 | ▼23.07 |
|        | 創新大埔 | ②. 任萬全 | 3,716 | 72.39 | ▲23.07 |
| 多数票 | 多数票   | 多数票    | 2,299 | 44.78 | ▲43.42 |

| 政党   | 政党   | 候选人    | 票数  | %     | ±      |
| ------ | ------ | --------- | ----- | ----- | ------ |
|        | 民主黨 | ①. 任萬全 | 1,966 | 49.32 | 不適用 |
|        | 民建聯 | ②. 王秋北 | 2,020 | 50.68 | ▲3.29  |
| 多数票 | 多数票 | 多数票    | 54    | 1.36  | ▼5.96  |

## 外部連結
- 任萬全Facebook專頁（页面存档备份，存于）